# Звечан (община)
Звечан (серб. Звечан) — община в Косово, входит в округ Косовско-Митровицкий округ. Часть Северного Косова с преобладающим сербским населением.
Занимаемая площадь — 123 км².
Административный центр общины — город Звечан. Община Звечан состоит из 35 населённых пунктов, средняя площадь населённого пункта — 3,5 км².